# Ołeksandr Areszczenko
Ołeksandr Areszczenko, ukr. Олександр Арещенко (ur. 15 czerwca 1986 w Ługańsku) – ukraiński szachista, arcymistrz od 2002 roku.

## Kariera szachowa
W roku 2000 zdobył w Oropesa del Mar tytuł mistrza świata juniorów do lat 14. W 2001 zwyciężył w Mikołajowie. W następnym roku podzielił I miejsce w otwartym turnieju w Sankt Petersburgu. W 2003 podzielił I miejsce w jednym z największych otwartych turniejów na świecie w Cappelle-la-Grande. W wyjątkowo udanym 2005 roku triumfował w Coventry i w Aarhus oraz zdobył (po finałowym zwycięstwie nad Zacharem Jefimienko) złoty medal na mistrzostwach Ukrainy. Podzielił również I miejsce (wraz z Aleksandrem Szabałowem) w Port Erin oraz awansował do III rundy rozegranego w Chanty-Mansyjsku Pucharu Świata (w której uległ Lewonowi Aronianowi). W 2006 ponownie zwyciężył (wraz z Siergiejem Wołkowem) w Port Erin, natomiast w 2007 podzielił II miejsce (za Władimierem Akopianem, wspólnie z Hikaru Nakamurą i Emilem Sutowskim) w silnie obsadzonym turnieju w Gibraltarze. W 2009 r. podzielił I m. w New Delhi (wspólnie z m.in. Jurijem Kuzubowem), w Bombaju (wspólnie z Humpy Koneru, Jewgienijem Miroszniczenko oraz Mageshem Panchanathanem) oraz w Zurychu (wspólnie z Borysem Awruchem). W 2012 r. zdobył w Kijowie srebrny medal indywidualnych mistrzostw Ukrainy oraz podzielił I m. (wspólnie z Bartoszem Soćko) w memoriale Michaiła Czigorina w Petersburgu.
Reprezentant Ukrainy w turniejach drużynowych, m.in.:
- dwukrotnie na drużynowych mistrzostwach świata (w latach 2011, 2013); dwukrotny medalista: wspólnie z drużyną – dwukrotnie brązowy (2011, 2013)[8],
- dwukrotnie na drużynowych mistrzostwach Europy (w latach 2007, 2013); medalista: indywidualnie – srebrny (2007 – na V szachownicy)[9],
- trzykrotnie na olimpiadach szachowych juniorów do 16 lat (w latach 1999, 2000, 2002); dwukrotny medalista: wspólnie z drużyną – dwukrotnie srebrny (2000, 2002)[10][11],
- dwukrotnie na drużynowych mistrzostwach Europy juniorów do 18 lat (w latach 2000, 2001);  dwukrotny medalista: wspólnie z drużyną – dwukrotnie złoty (2000, 2001)[12].

Najwyższy ranking w dotychczasowej karierze osiągnął 1 grudnia 2012 r., z wynikiem 2720 punktów zajmował wówczas 28. miejsce na światowej liście FIDE, jednocześnie zajmując 4. miejsce wśród ukraińskich szachistów.